# Divisiones Regionales de la Región de Murcia 1954-55
Las divisiones regionales de fútbol son las categorías de competición futbolística de más bajo nivel en España, en las que participan deportistas aficionados, no profesionales. En las provincias de Murcia, Albacete y Alicante su administración corre a cargo de la Federación Regional Murciana de Clubes de Fútbol. Inmediatamente por encima de estas categorías estaba la Tercera División española.
En la temporada 1954-1955 las divisiones regionales se dividen en Primera Regional y Segunda Regional.
Los campeones de Primera Regional ascienden a Tercera División.

## Primera Regional

### Clasificación Grupo 1
|  |    | Equipos de fútbol       | PJ | G  | E | P  | GF | GC | Dif | Pts |
|  | -- | ----------------------- | -- | -- | - | -- | -- | -- | --- | --- |
|  | 1. | Cieza CF                | 14 | 10 | 2 | 2  | 33 | 21 | +12 | 22  |
|  | 2. | Caravaca CF             | 14 | 7  | 3 | 4  | 30 | 21 | +9  | 17  |
|  | 3. | CD Molinense            | 14 | 8  | 1 | 5  | 32 | 16 | +16 | 15  |
|  | 4. | Atlético Murcia CF      | 13 | 6  | 1 | 6  | 28 | 18 | +10 | 13  |
|  | 5. | Deportiva Minera        | 14 | 6  | 1 | 7  | 29 | 31 | -2  | 13  |
|  | 6. | Águilas CF              | 13 | 5  | 0 | 8  | 26 | 43 | -17 | 10  |
|  | 7. | CD Muleño               | 14 | 5  | 0 | 9  | 21 | 46 | -25 | 10  |
|  | 8. | UD Cartagenera Atlético | 14 | 4  | 0 | 10 | 36 | 39 | -3  | 8   |

Pts = Puntos; PJ = Partidos Jugados; G = Partidos Ganados; E = Partidos Empatados; P = Partidos Perdidos; GF = Goles Anotados; GC = Goles Recibidos
|  | Asciende a Tercera División  |
|  | Desciende a Segunda Regional |

### Clasificación Grupo 2
|  |    | Equipos de fútbol      | PJ | G  | E | P  | GF | GC | Dif | Pts |
|  | -- | ---------------------- | -- | -- | - | -- | -- | -- | --- | --- |
|  | 1. | SD Almansa             | 15 | 10 | 2 | 3  | 51 | 21 | +30 | 22  |
|  | 2. | Callosa Deportiva CF   | 16 | 10 | 1 | 5  | 57 | 31 | +26 | 21  |
|  | 3. | Monóvar CD             | 16 | 9  | 2 | 5  | 41 | 42 | -1  | 20  |
|  | 4. | Crevillente Deportivo  | 15 | 9  | 2 | 4  | 46 | 31 | +15 | 20  |
|  | 5. | UD Elda                | 16 | 8  | 1 | 7  | 38 | 38 | 0   | 17  |
|  | 6. | Jumilla CF             | 16 | 8  | 1 | 7  | 42 | 31 | +11 | 17  |
|  | 7. | CD Almoradí            | 15 | 4  | 1 | 10 | 23 | 42 | -19 | 9   |
|  | 8. | Maestranza Albacete CF | 16 | 5  | 0 | 11 | 30 | 45 | -15 | 8   |
|  | 9. | CD Villenense          | 15 | 2  | 0 | 13 | 31 | 52 | -21 | 4   |

Pts = Puntos; PJ = Partidos Jugados; G = Partidos Ganados; E = Partidos Empatados; P = Partidos Perdidos; GF = Goles Anotados; GC = Goles Recibidos
|  | Asciende a Tercera División  |
|  | Desciende a Segunda Regional |

## Segunda Regional

### Clasificación Grupo 1
|  |    | Equipos de fútbol  | PJ | G | E | P | GF | GC | Dif | Pts |
|  | -- | ------------------ | -- | - | - | - | -- | -- | --- | --- |
|  | 1. | Isaac Peral CF     | 10 | 5 | 2 | 3 | 26 | 20 | +6  | 12  |
|  | 2. | Palmar CF          | 10 | 6 | 0 | 4 | 19 | 14 | +5  | 12  |
|  | 3. | Atlético San Ginés | 10 | 5 | 1 | 4 | 11 | 15 | -4  | 11  |
|  | 4. | Santiago CF        | 10 | 3 | 4 | 3 | 19 | 18 | +1  | 10  |
|  | 5. | Escolar CF         | 10 | 4 | 0 | 6 | 13 | 21 | -8  | 8   |
|  | 6. | CF Santomera       | 10 | 3 | 1 | 6 | 17 | 17 | 0   | 7   |

Pts = Puntos; PJ = Partidos Jugados; G = Partidos Ganados; E = Partidos Empatados; P = Partidos Perdidos; GF = Goles Anotados; GC = Goles Recibidos
|  | Asciende a Primera Regional |

### Clasificación Grupo 2
|  |    | Equipos de fútbol     | PJ | G | E | P | GF | GC | Dif | Pts |
|  | -- | --------------------- | -- | - | - | - | -- | -- | --- | --- |
|  | 1. | UD Totanera           | 10 | 9 | 0 | 1 | 23 | 10 | +13 | 18  |
|  | 2. | Atlético Lorquino     | 10 | 8 | 0 | 2 | 30 | 15 | +15 | 16  |
|  | 3. | CD Levante            | 10 | 5 | 1 | 4 | 19 | 16 | +3  | 10  |
|  | 4. | Atlético Alcantarilla | 10 | 4 | 1 | 5 | 8  | 11 | -3  | 9   |
|  | 5. | Alhama CF             | 10 | 2 | 0 | 8 | 16 | 33 | -17 | 3   |
|  | 6. | Atlético Muleño       | 10 | 1 | 0 | 9 | 15 | 26 | -11 | 1   |

Pts = Puntos; PJ = Partidos Jugados; G = Partidos Ganados; E = Partidos Empatados; P = Partidos Perdidos; GF = Goles Anotados; GC = Goles Recibidos
|  | Asciende a Primera Regional |

### Clasificación Grupo 3
|  |    | Equipos de fútbol    |
|  | -- | -------------------- |
|  | 1. | CD Almanseño         |
|  | 2. | UD Jumilla           |
|  | 3. | CD Hispania de Yecla |
|  | 4. | CF San Crispín       |

Pts = Puntos; PJ = Partidos Jugados; G = Partidos Ganados; E = Partidos Empatados; P = Partidos Perdidos; GF = Goles Anotados; GC = Goles Recibidos
|  | Asciende a Primera Regional |